# All-Ireland Senior Hurling Championship 1937
L'All-Ireland Senior Football Championship 1937 fu l'edizione numero 51 del principale torneo di hurling irlandese. Tipperary batté in finale Kilkenny, ottenendo il dodicesimo titolo della sua storia.

## Formato
Si tennero solo i campionati provinciali di Leinster e Munster, i cui vincitori avrebbero avuto accesso diretto all'All-Ireland, dove avrebbe avuto accesso anche Galway, ammessa di diritto.

## Leinster Senior Hurling Championship
Leinster Senior Hurling Championship
| 16 maggio 1937 First round | Westmeath | – | Meath | Mullingar |

| 6 giugno 1937 Quarto di finale | Westmeath | 5-3 – 2-3 | Offaly | Mullingar |

| 20 giugno 1937 Semifinale | Westmeath | – | Laois | Mullingar |

| 27 giugno 1937 Semifinale | Kilkenny | 5-5 – 3-4 | Dublin | Tullamore |

| 25 luglio 1937 Finale | Kilkenny | 5-3 – 2-4 | Westmeath | Portlaoise |

### Munster Senior Hurling Championship
Munster Senior Hurling Championship
| Cork 25 luglio 1937 Finale | Tipperary | 6-3 – 4-3 | Limerick | Cork Athletic Grounds |

### All-Ireland Senior Hurling Championship
All-Ireland Senior Hurling Championship
| Birr 8 agosto 1937 Semifinale | Kilkenny | 0-8 – 0-6 | Galway | St. Brendan's Park |

| Killarney 5 settembre 1937 Finale | Tipperary            | 3-11 – 0-3 | Kilkenny | Fitzgerald Stadium (43 638 spett.)\| Arbitro: \| J. Flaherty (Offaly) \| |
| Arbitro:                          | J. Flaherty (Offaly) |            |          |                                                                          |